# Ray Nolan
Juan "Tito" Colom más conocido con el pseudónimo de  Ray Nolan fue un popular músico, contrabajista y director de orquesta de jazz argentino.

## Carrera
Experimentado en contrabajo, Ray Nolan tuvo su gran auge musical en Argentina en la década de 1950, en un contexto favorable a las orquestas del género, en aquel momento extranjeras, como la de Roberti. Tuvo dos seudónimos musicales: Tito Colom en el tango y Ray Nolan en el jazz.
En sus inicios trabajó con la orquesta de Osvaldo Fresedo  en 1939 en Radio El Mundo, junto con un amplio repertorio: Luis Petrucelli, Pascual Storti, Ulderico Panella (bandoneones), Víctor Felice, José Lorito, Pedro Desrets y Mario Perini (violines), Demetrio Riseti, luego, Do Reis (viola), De Luca (batería y vibráfono), Nélida Gianneo (arpa), Lalo Scalise (piano), Hugo Ricardo Baralis, Ricardo Ruiz, Carlos Mayel y para grabar un tema Carlos Roldán (cantores). Su incursión en la orquesta fue luego de reemplazar al contrabajista Hugo Baralis.
Grabó el LP Tangos en Dixieland bajo el sello Vik, innovó la conversión de letras tangueras con un sutil toque de jazz. Aquí se lució la figura y porte de Marito Consentino.
Entre los integrantes de su típico Conjunto Rítmico figuraban Francisco Mazzeo (tp), Mazzitelli (tb), Manto Cosentino (cljs), Eduardo Cano (ta), Salvador Mole (vib). Dante Amicarelli (p), Jorge Curutchet (g) y  Pichy Mazzei (batería).
Luego tuvo una importante actividad en Radio Libertad, donde tenía su propio programa conduciendo la orquesta e incluso acompañó a Raúl Lavié en el Club del clan.
Por su orquesta pasaron otros grandes músicos como Bubby Lavecchia, Cacho Mariconda, José D'Angelo, Jorge Chiarenza, Mingo Martino, Arturo Schneider, entre otros. También fundó el Quinteto Ray Nolan.
Casablanca jazz fue creada en 1949 por Nolan y Marito Cosentino con la participación de Dante Amicarelli, Luis Varela, Quique Viola, Eduardo Cano y Jean Taylor como vocalista. Fue uno del conjuntos que tuvo mucho apoyo del público aficionado al jazz hecho en Argentina. Dejaron una serie de discos en 78rpm para el Sello Odeón que los coleccionistas han querido atesorar. En 1952 forma con Cosentino y Amicarelli el grupo llamado Ray Nolan y su orquesta .
En el año 1958 participó en algunas de las grabaciones del septimino Los Astros del Tango.
Bajo el sello Music Hall grabó temas como el Toque de clarín y El Rag De La Calle 12.
Hizo varietés y un programa con los actores Luis Tasca, María Concepción César, Gloria Guzmán y Héctor Calcaño, con la Compañía de Comedias Musicales, con dirección de Alberto Moneo y Jean Cartier, y libros de Abel Santa Cruz.
En los años 70 se jubiló como contrabajista del Teatro Colón. Fue contratado como segundo contrabajo en la Orquesta de las Américas en la Ciudad de México y después en la Orquesta Sinfónica de Xalapa (OSX) en Veracruz, México. Ya en la década de los 80 fue contratado por la Orquesta Sinfónica de Paraiba, Brasil donde fallece a los pocos años de un ataque al corazón. Contrario a las versiones de que se exilió en alguno de los dos países anteriormente mencionados, jamás tuvo vinculaciones políticas ni militancia en algún partido. Su contratación para la OSX fue casi una casualidad ya que después de jubilarse del Teatro Colón, seguía yendo a la rotonda del teatro a conversar y tomar café con sus excompañeros y casualmente el maestro mexicano, Luis Herrera de la Fuente estaba reclutando músicos para la Orquesta de las Américas, lo hizo tocar unos pasajes con el instrumento prestado de un compañero y lo contrató inmediatamente. Después de 6 meses en la Ciudad de México el mismo maestro lo contrató para la Orquesta Sinfónica de Xalapa y una vez allí fue llamado para formar parte de la Orquesta da Paraiba en el noreste brasileño. Su muerte fue tal como él la esperaba: fanático del fútbol y de la música decía que quería morir o jugando al fútbol o en un escenario, y un domingo con mucho calor, jugando al fútbol con sus compañeros de la orquesta, su corazón no aguantó y falleció de un ataque.

## Televisión
- Grandes revistas de los sábados
- Canciones en la noche
- El Club del Clan.[6]

## Teatro
- Compañía de Comedias Musicales.
- Ray Nolan y sus estrellas argentinas del jazz 1956, estrenada en el Teatro Odeón.[7]

## Temas populares
- La chica del 17, que luego sería interpretado por Libertad Lamarque.
- La puñalada
- Caminito
- El monito
- La payanca
- Nostalgias
- Taquito militar
- Toque de clarín
- El Rag de la calle 12
- Griseta
- Una pasión [8]
- Jalousie
- Amapola
- Dulce Georgia Brown
- Charmaine
- O-OH A-AH...!
- Hasta luego, cocodrilo[9]
- Re Fa Si
- La casita de mis viejos
- Adiós muchachos
- Nieblas del riachuelo
- A media luz
- La cumparsita
- Rock del Tom Tom (1961)
- Buenas noches, dolor (T.Cava- D.Ramos). Colaboró con una de las más bellas composiciones de Tito Cavá, lanzada en disco de 78 rpm en los albores de la década del 60, junto con Domingo Cura en bongós.